# Árni óreiða Magnússon
Árni óreiða Magnússon (1180 – 1250) è stato un poeta islandese, fu l'ultimo Allsherjargoði dell'Althing (assemblea di uomini liberi) dell'Islanda.
Era il nipote di Guðmundr gríss Ámundason ed era anche scaldo, strettamente legato a suo suocero Snorri Sturluson, da quando aveva sposato la sua unica figlia legittima, Hallbera.